# Бейтс, Алан
Сэр А́лан А́ртур Бейтс (англ. Alan Arthur Bates; 17 февраля 1934 — 27 декабря 2003) — британский актёр.

## Жизнь и карьера
Бейтс родился в Аллестри, Дерби, графство Дербишир, Англия 17 февраля 1934 года. Он был старшим среди троих детей, его родители, сами любившие музыку, хотели, чтобы сын стал музыкантом, однако тот уже в возрасте 11 лет решил связать свою жизнь со сценой.
Алан стал посещать курсы драматического искусства, а позже выиграл стипендию Королевской академии драматического искусства в Лондоне, где он учился вместе с Альбертом Финни и Питером О’Тулом. После двух лет в ВВС Великобритании он присоединился к вновь созданной труппе Королевского придворного театра компании English Stage Company.
В 1956 году, в возрасте 22 лет, Бейтс дебютировал на сцене театра West End в роли Клиффа в «Оглянись во гневе», роли, сделавшей его знаменитым. Он также появлялся на телевидении и на Бродвее.
В конце 1950-х годов он сыграл в нескольких британских телевизионных спектаклях. В 1960 году он сыграл в первом своём фильме «Комедиант» вместе с известным актёром Лоренсом Оливье, а затем в «Свистни по ветру» (1961), «Такого рода любовь» (1962), «Грек Зорба» (1964) «Червовый король» (1966), «Девушка Джорджи» (1966), «Вдали от обезумевшей толпы» (1967), и в фильме по роману Бернарда Маламуда «Посредник» (1968), принёсшую ему номинацию на «Оскар» за лучшую мужскую роль. В 1969 году он снялся в фильме «Влюблённые женщины». Через год он был приглашён режиссёром Джоном Шлезингером, с которым он уже работал ранее, на съёмки фильма «Воскресенье, проклятое воскресенье» (1971). Однако Бейтс в это время был занят на съемках фильма «Посредник» режиссёра Джозефа Лоузи, к тому же он стал отцом, так что роль досталась сначала Яну Бэннену, а затем Питеру Финчу, получившему за эту роль номинацию на «Оскар».
В то же время он появился и в фильме «Три сестры» по пьесе Чехова Лоренса Оливье.
В 1970-х—1980-х годах Бейтс продолжает работу в кино и на телевидении, снявшись в таких фильмах как «Незамужняя женщина» (1978), «Нижинский» (1980), «Роза» (1979). Он появлялся в классических фильмах, например «Мэр Кэстербриджа» (1978) для телевидения (его главная роль по собственному мнению), или роль Клавдия в гибсоновском «Гамлете» (1990).
В 2003 году он сыграл Антония Агриппу в телевизионном фильме «Спартак», но не дожил до премьеры.
Бейтс стал командором ордена Британской Империи в 1996 году, а в 2003 году был посвящён в рыцари. Он был действительным членом Королевской академии драматического искусства и меценатом Центра актёрского искусства в Ковент-Гардене с 1994 года.

## Личная жизнь
Бейтс был женат на актрисе Виктории Вод с 1970 года до её смерти в 1992 году. В том же 1970 году у них родились двое сыновей-близнецов. Они впоследствии тоже стали актёрами: Бенедик Бейтс и Тристан Бейтс (скончался от приступа астмы в 1990 году). В честь умершего сына семья Бейтса учредила театр имени Тристана Бейтса в Ковент-Гардене. В течение жизни Бейтс имел многочисленные гомосексуальные связи — например, с актёрами Николасом Грейсом и Питером Уингардом, а также олимпийским чемпионом, фигуристом Джоном Карри, и открыто заявлял об этом прессе. Несмотря на это, его обожали женщины за его внешность и прекрасный голос.
Последние годы жизни актёр провёл вместе со своей давней подругой, актрисой Джоанной Петтет. В число его близких друзей входил также актёр Иэн Чарлсон.
Бейтс скончался от рака поджелудочной железы в 2003 году. До последних дней актёр не сдавался и продолжал работать, веря в своё выздоровление.

## Фильмография

### Кино
| Год  | Название на русском                        | Оригинальное название         | Роль                     | Примечания             |
| ---- | ------------------------------------------ | ----------------------------- | ------------------------ | ---------------------- |
| 1956 | Никогда не бывает слишком поздно           | It’s Never Too Late           | король Лир               | не указан в титрах     |
| 1960 | Комедиант                                  | The Entertainer               | Фрэнк Райс               |                        |
| 1961 | Свистни по ветру                           | Whistle Down the Wind         | человек                  |                        |
| 1962 | Такого рода любовь                         | A Kind of Loving              | Вик                      |                        |
| 1963 | Бегущий человек                            | The Running Man               | Стивен                   |                        |
| 1963 | Смотритель                                 | The Caretaker                 | Мик                      |                        |
| 1964 | Только лучшее                              | Nothing But the Best          | Джимми Брустер           |                        |
| 1964 | Грек Зорба                                 | Zorba the Greek               | Бейзил                   |                        |
| 1965 | —                                          | Once Upon a Tractor           | Джо Таррел               | короткометражный фильм |
| 1966 | Девушка Джорджи                            | Georgy Girl                   | Джо Джонс                |                        |
| 1966 | Червовый король                            | King of Hearts                | солдат Чарльз Плампик    |                        |
| 1967 | Вдали от обезумевшей толпы                 | Far from the Madding Crowd    | Гэбриел Оук              |                        |
| 1968 | Посредник                                  | The Fixer                     | Яков Бок                 |                        |
| 1969 | Влюблённые женщины                         | Women in Love                 | Руперт Биркин            |                        |
| 1970 | Три сестры                                 | Three Sisters                 | Александр Вершинин       |                        |
| 1971 | Посредник                                  | The Go-Between                | Тед Берджесс             |                        |
| 1972 | Один день из смерти Джо по прозвищу Сидень | A Day in the Death of Joe Egg | Бри                      |                        |
| 1972 | —                                          | Second Best                   | Том                      | короткометражный фильм |
| 1973 | Недостижимая цель                          | Story of a Love Story         | Гарри                    |                        |
| 1974 | Батли                                      | Butley                        | Бен Батли                |                        |
| 1975 | В рамках празднования                      | In Celebration                | Эндрю Шоу                |                        |
| 1975 | Королевский блеск                          | Royal Flash                   | Руди фон Стернберг       |                        |
| 1978 | Незамужняя женщина                         | An Unmarried Woman            | Сол Каплан               |                        |
| 1978 | Вопль                                      | The Shout                     | Чарльз Кроссли           |                        |
| 1979 | Роза                                       | The Rose                      | Радж Кэмпбелл            |                        |
| 1980 | Нижинский                                  | Nijinsky                      | Сергей Дягилев           |                        |
| 1981 | Квартет                                    | Quartet                       | Эйч Джей Хайдлер         |                        |
| 1981 | Руки вверх                                 | Rece do góry                  | Викто                    |                        |
| 1982 | Возвращение солдата                        | The Return of the Soldier     | капитан Крис Болдри      |                        |
| 1982 | Госпиталь «Британия»                       | Britannia Hospital            | Макриди                  |                        |
| 1983 | Злодейка                                   | The Wicked Lady               | капитан Джерри Джексон   |                        |
| 1986 | Дуэт для солиста                           | Duet for One                  | Дэвид Корнуоллис         |                        |
| 1987 | Отходная молитва                           | A Prayer for the Dying        | Джек Миэн                |                        |
| 1988 | Мы думаем только о тебе                    | We Think the World of You     | Фрэнк Медоуз             |                        |
| 1989 | Форс-мажор                                 | Force majeure                 | Малкольм Форрест         |                        |
| 1990 | Мистер Фрост                               | Mr. Frost                     | Феликс Детвейлер         |                        |
| 1990 | Доктор М                                   | Dr. M                         | доктор Марсфельдт / гуру |                        |
| 1990 | Гамлет                                     | Hamlet                        | Клавдий                  |                        |
| 1991 | Тайные друзья                              | Secret Friends                | Джон                     |                        |
| 1993 | Язык молчания                              | Silent Tongue                 | Имон Маккри              |                        |
| 1993 | Бадминтон                                  | Shuttlecock                   | Майор Джеймс Прентис     |                        |
| 1995 | Гротеск                                    | The Grotesque                 | сэр Хьюго Коал           |                        |
| 1999 | Вишнёвый сад                               | The Cherry Orchard            | Гаев                     |                        |
| 2001 | Госфорд-парк                               | Gosford Park                  | Дженнингс                |                        |
| 2002 | Человек-мотылёк                            | The Mothman Prophecies        | Александер Лик           |                        |
| 2002 | Цена страха                                | The Sum of All Fears          | Ричард Дресслер          |                        |
| 2002 | Эвелин                                     | Evelyn                        | Том Коннолли             |                        |
| 2003 | Тем временем                               | Meanwhile                     | отец Питер               |                        |
| 2003 | Север Голливуда                            | Hollywood North               | Майкл Бейтс              |                        |
| 2003 | Приговор                                   | Statement                     | Арман Бертье             |                        |

### Телевидение
| Год       | Название на русском                      | Оригинальное название         | Роль                         | Примечания                        |
| --------- | ---------------------------------------- | ----------------------------- | ---------------------------- | --------------------------------- |
| 1956—1960 | ITV Пьеса недели                         | ITV Play of the Week          | разные персонажи             | телесериал; 4 эпизода             |
| 1959—1960 | ITV Телетеатр                            | ITV Television Playhouse      | разные персонажи             | телесериал; 3 эпизода             |
| 1959—1961 | Театр в кресле                           | Armchair Theatre              | Марио / Льюис Блэк           | телесериал; 3 эпизода             |
| 1960      | Всего четыре мужчины                     | The Four Just Men             | Джорджио                     | эпизод: Treviso Dam               |
| 1966      | Пьесы по средам                          | The Wednesday Play            | Григорий Печорин             | эпизод: A Hero of Our Time        |
| 1974      | История Якова и Иосифа                   | The Story of Jacob and Joseph | рассказчик                   | телефильм; озвучка                |
| 1975      | Пьеса дня                                | Play for Today                | Чарльз / Питер               | телесериал; 2 эпизода             |
| 1976      | Великие представления                    | Great Performances            | Джеймс                       | эпизод: The Collection            |
| 1977      | —                                        | Piccadilly Circus             | Грей                         | эпизод: Plaintiffs and Defendants |
| 1978      | Мэр Кэстербриджа                         | The Mayor of Casterbridge     | Майкл Хенчард                | мини-сериал; основная роль        |
| 1980      | —                                        | Very Like a Whale             | сэр Джок Меллор              | телефильм                         |
| 1981      | Нарушитель                               | The Trespasser                | Сигмунд                      | телефильм                         |
| 1982      | —                                        | A Voyage Round My Father      | Джон Мортимер                | телефильм                         |
| 1983      | За отдельными столиками                  | Separate Tables               | Джон Малкольм / майор Поллок | телефильм                         |
| 1983      | Англичанин за границей                   | An Englishman Abroad          | Гай Берджесс                 | телефильм                         |
| 1984      | Доктор Фишер из Женевы                   | Dr. Fischer of Geneva         | доктор Альфред Джонс         | телефильм                         |
| 1985      | —                                        | Summer Season                 | Николас                      | эпизод: One for the Road          |
| 1987      | Море лжи                                 | Pack of Lies                  | Стюарт                       | телефильм                         |
| 1988      | Театр Рэя Брэдбери                       | The Ray Bradbury Theater      | Джон Фабиан                  | эпизод: And So Died Riabouchinska |
| 1989      | —                                        | The Dog It Was That Died      | Блэр                         | телефильм                         |
| 1990      | Второй экран                             | Screen Two                    | Марсель Пруст                | эпизод: 102 Boulevard Haussmann   |
| 1992      | Один экран                               | Screen One                    | Генри Ситчелл                | эпизод: Losing Track              |
| 1992      | Неестественные поиски                    | Unnatural Pursuits            | Хэмиш Партт                  | мини-сериал; основная роль        |
| 1994      | Тяжёлые времена                          | Hard Times                    | Джозайя Баундерби            | мини-сериал; основная роль        |
| 1995      | Путешествия Оливера                      | Oliver’s Travels              | Оливер                       | мини-сериал; основная роль        |
| 1998      | Дар Николаса                             | Nicholas’ Gift                | Редж Грин                    | телефильм                         |
| 2000      | Святой Патрик. Ирландская легенда        | St. Patrick: The Irish Legend | Кальпурний                   | телефильм                         |
| 2000      | Арабские приключения                     | Arabian Nights                | рассказчик                   | мини-сериал; основная роль        |
| 2000      | Сотворение мира                          | In the Beginning              | Джентро                      | мини-сериал; основная роль        |
| 2000      | Принц и нищий                            | The Prince and the Pauper     | король Генрих VIII           | телефильм                         |
| 2001      | Любовь в холодном климате                | Love in a Cold Climate        | дядя Мэттью                  | мини-сериал                       |
| 2002      | Берти и Элизабет                         | Bertie and Elizabeth          | король Георг V               | телефильм                         |
| 2003      | Судебный процесс над салемскими ведьмами | Salem Witch Trials            | сэр Уильям Фипс              | телефильм                         |
| 2004      | Спартак                                  | Spartacus                     | Антоний Агриппа              | телефильм                         |

## Награды и номинации
| Ассоциация                        | Год  | Категория                                | Работа                     | Результат |
| --------------------------------- | ---- | ---------------------------------------- | -------------------------- | --------- |
| «Оскар»                           | 1969 | Лучшая мужская роль                      | Посредник                  | Номинация |
| «Драма Деск»                      | 2001 | Лучшая мужская роль в пьесе              | Неожиданный человек        | Номинация |
| «Драма Деск»                      | 2002 | Лучшая мужская роль в пьесе              | Нахлебник                  | Победа    |
| Премия Лиги Драмы                 | 1973 | Лучшая мужская роль в пьесе              | Батли                      | Победа    |
| «Золотой глобус»                  | 1967 | Лучший дебют актёра                      | Девушка Джорджи            | Номинация |
| «Золотой глобус»                  | 1967 | Лучшая мужская роль — комедия или мюзикл | Девушка Джорджи            | Номинация |
| «Золотой глобус»                  | 1968 | Лучшая мужская роль — драма              | Вдали от обезумевшей толпы | Номинация |
| «Золотой глобус»                  | 1969 | Лучшая мужская роль — драма              | Посредник                  | Номинация |
| BAFTA                             | 1963 | Лучший британский актёр                  | Такого рода любовь         | Номинация |
| BAFTA                             | 1970 | Лучшая мужская роль                      | Влюблённые женщины         | Номинация |
| BAFTA                             | 1992 | Лучшая мужская роль второго плана        | Гамлет                     | Номинация |
| BAFTA TV                          | 1976 | Лучшая мужская роль                      | Пьеса дня                  | Номинация |
| BAFTA TV                          | 1984 | Лучшая мужская роль                      | Англичанин за границей     | Победа    |
| BAFTA TV                          | 1993 | Лучшая мужская роль                      | Неестественные поиски      | Номинация |
| BAFTA TV                          | 2002 | Лучшая мужская роль                      | Любовь в холодном климате  | Номинация |
| Премия Внешнего общества критиков | 2002 | Лучшая мужская роль                      | Нахлебник                  | Победа    |
| Премия Лоренса Оливье             | 1983 | Лучший актёр в возобновлённой пьесе      | Патриот для меня           | Номинация |
| Премия Гильдии киноактёров США    | 2002 | Лучший актёрский состав в игровом кино   | Госфорд-парк               | Победа    |
| «Тони»                            | 1973 | Лучшая мужская роль в пьесе              | Батли                      | Победа    |
| «Тони»                            | 2002 | Лучшая мужская роль в пьесе              | Нахлебник                  | Победа    |